# Trần Văn Khê
Trần Văn Khê (24 tháng 7 năm 1921 – 24 tháng 6 năm 2015), còn có nghệ danh Hải Minh, là một nhà nghiên cứu văn hóa, âm nhạc cổ truyền nổi tiếng ở Việt Nam. Ông là tiến sĩ ngành âm nhạc học người Việt Nam đầu tiên tại Pháp và từng là giáo sư tại Đại học Sorbonne, Pháp, thành viên danh dự Hội đồng Âm nhạc Quốc tế, UNESCO. Ông là người có bề dày trong hoạt động nghiên cứu, giảng dạy, có công trong quảng bá âm nhạc Việt Nam nói riêng, văn hóa Việt Nam nói chung ra thế giới.

## Tiểu sử
Trần Văn Khê sinh ngày 24 tháng 7 năm 1921 tại làng Đông Hòa, tổng Thuận Bình, quận Châu Thành, tỉnh Mỹ Tho (nay là xã Vĩnh Kim, Châu Thành (Tiền Giang)) trong một gia đình có 4 đời làm nhạc sĩ, nên từ nhỏ ông đã làm quen với nhạc cổ truyền. Năm lên 6 tuổi ông đã được cô (Ba Viện) và cậu (Năm Khương) dạy đàn kìm, đàn cò, đàn tranh, biết đàn những bản dễ như "Lưu Thủy", "Bình Bán vắn", "Kim Tiền", "Long Hổ Hội". Ông nội ông là Trần Quang Diệm (Năm Diệm), cha ông là Trần Quang Chiêu (Bảy Triều), cô là Trần Ngọc Viện (tức Ba Viện, người đã sáng lập gánh cải lương Đồng Nữ ban), đều là những nghệ nhân âm nhạc cổ truyền nổi tiếng. Cụ cố ngoại ông là tướng quân Nguyễn Tri Phương. Ông ngoại ông là Nguyễn Tri Túc, cũng say mê âm nhạc, có ba người con đều theo nghiệp đờn ca. Một trong số đó Nguyễn Tri Khương, thầy dạy nhạc và nhà soạn tuồng cải lương nổi tiếng. Riêng mẹ ông là Nguyễn Thị Dành (Tám Dành), sớm tham gia cách mạng, gia nhập Đảng Cộng sản Việt Nam vào năm 1930 và bị thương rồi mất trong năm đó. Cha ông vì thương nhớ vợ nên qua đời năm 1931. Ông có một người anh họ ngoại (con ông Nguyễn Tri Lạc) là nhạc sĩ Nguyễn Mỹ Ca.
Mồ côi từ rất sớm, mẹ mất năm 9 tuổi, cha mất năm 10 tuổi, nên ông cùng với hai em là Trần Văn Trạch (về sau là một ca sĩ nổi tiếng, có biệt danh Quái kiệt) và Trần Ngọc Sương được cô Ba Viện nuôi nấng. Cô Ba Viện rất thương, cho anh em ông đi học võ, học đàn kìm.
Năm 10 tuổi, Trần Văn Khê đậu tiểu học, sang Tam Bình, Vĩnh Long nhờ người cô thứ năm nuôi. Đến đây Trần Văn Khê được học chữ Hán với nhà thơ Thượng Tân Thị. Trong kỳ sơ học năm 1934 tại Vĩnh Long được đậu sơ học có phần Hán Văn. Cả tỉnh chỉ có Trần Văn Khê và Nguyễn Trọng Danh được đậu bằng chữ Hán.
Năm 1934, ông vào trường Trung học Trương Vĩnh Ký, được cấp học bổng. Học rất giỏi, năm 1938 ông được phần thưởng là một chuyến du lịch từ Sài Gòn đến Hà Nội, ghé qua Phan Thiết, Đà Nẵng, Nha Trang, Huế. Nhờ đậu tú tài phần nhất năm 1940, thủ khoa phần nhì năm 1941, ông được đô đốc Jean Decoux thưởng cho đi viếng cả nước Campuchia xem Chùa Vàng, Chùa Bạc tại Nam Vang, viếng Đế Thiên Đế Thích. Khi về Việt Nam, nhờ thầy Phạm Thiều giới thiệu, ông được Đông Hồ tiếp đãi, dẫn đi chơi trong một tuần.
Thời gian này, ông cùng Lưu Hữu Phước, Võ Văn Quan lập dàn nhạc của trường, và dàn nhạc của học sinh trong câu lạc bộ học sinh mang tên là Scola Club của hội SAMIPIC. Ông là người chỉ huy hai dàn nhạc đó. Ngoài ra, ông sáng tác ca khúc "Cùng nhau hòa đàn".
Năm 1942, Trần Văn Khê ra Hà Nội học y khoa. Tại đây, cùng với Huỳnh Văn Tiểng, Lưu Hữu Phước, Mai Văn Bộ, Phan Huỳnh Tấng (nay đổi thành Phạm Hữu Tùng), Nguyễn Thành Nguyên, hoạt động trong khuôn khổ của Tổng hội Sinh viên. Do thể hiện một trình độ cảm nhạc xuất sắc, ông được cử làm nhạc trưởng của giàn nhạc trường, nhân giới thiệu những bài hát của Lưu Hữu Phước. Ông còn tham gia phong trào "Truyền bá quốc ngữ" trong ban của GS Hoàng Xuân Hãn, "Truyền bá vệ sinh" của các sinh viên trường Thuốc, và cùng các bạn Lưu Hữu Phước, Mai Văn Bộ, Huỳnh Văn Tiểng tổ chức những chuyến "đi Hội đền Hùng", và đi viếng sông Bạch Đằng, Ải Chi Lăng, đền Hai Bà Trưng.
Năm 1943, ông cưới bà Nguyễn Thị Sương, và sau đó có nhiều sự kiện làm Trần Văn Khê phải xin thôi học để trở về Nam Kỳ. Con trai đầu lòng của ông là Trần Quang Hải, sinh năm 1944, sau này cũng là một nhà nghiên cứu âm nhạc dân tộc Việt Nam danh tiếng. Sau Cách mạng Tháng Tám, ông tham gia kháng chiến cho tới đầu năm 1946, ông có thêm người con trai thứ hai đặt tên là Trần Quang Minh nên ông được tổ chức bố trí lùi về vùng Pháp kiểm soát cuối năm 1946. Năm 1946 cũng là năm ông sáng tác bản nhạc Đi Chơi Chùa Hương phổ nguyên văn toàn bộ bài thơ của Nguyễn Nhược Pháp. Năm 1948, bà Sương sanh tiếp cho ông cô con gái Trần Thị Thủy Tiên.
Ông sang Pháp du học từ năm 1949 nên chưa biết mặt cô con gái út Trần Thị Thủy Ngọc còn nằm trong bụng mẹ. Hè năm 1951, ông thi đậu vào trường Chính trị Khoa giao dịch quốc tế. Cho đến năm 1958, ông theo học khoa nhạc học và chuẩn bị luận án tiến sĩ dưới sự chỉ đạo của các Giáo sư Jacques Chailley, Emile Gaspardone và André Schaeffner. Tháng 6 năm 1958, ông đậu Tiến sĩ Văn khoa (môn Nhạc học) của Đại học Sorbonne. Luận văn của ông có tên: "LaMusique vietnamienne traditionnelle" (Âm nhạc truyền thống Việt Nam).
Từ năm 1963, ông dạy trong Trung tâm Nghiên cứu nhạc Đông phương, dưới sự bảo trợ của Viện Nhạc học Paris (Institut de Musicologie de Paris). Ông là thành viên của Viện Khoa học Pháp, Viện sĩ thông tấn Viện Hàn lâm châu Âu về Khoa học, Văn chương và Nghệ thuật cũng như nhiều hội nghiên cứu âm nhạc quốc tế khác; là Chủ tịch Hội đồng Khoa học của Viện quốc tế nghiên cứu âm nhạc bằng phương pháp đối chiếu của Đức (International Institute for Comparative Music Studies).
Ông đã đi 67 nước trên khắp thế giới để nói chuyện, giảng dạy về âm nhạc dân tộc Việt Nam.
Sau 50 năm nghiên cứu và giảng dạy ở Pháp, năm 2006, ông chính thức trở về sinh sống và tiếp tục sự nghiệp nghiên cứu và giảng dạy âm nhạc dân tộc tại Việt Nam. Ông cũng là người đã hiến tặng cho Thành phố Hồ Chí Minh 420 kiện hiện vật quý, trong đó có nhiều loại nhạc cụ dân tộc và tài liệu âm nhạc.
Năm 2009, ông là một trong những trí thức nổi tiếng ký vào thư phản đối dự án Boxit ở Tây Nguyên.
Sau một thời gian bị bệnh, ông qua đời vào khoảng 2 giờ sáng ngày 24 tháng 6 năm 2015 tại bệnh viện Nhân dân Gia Định, Thành phố Hồ Chí Minh.

## Thực hiện di nguyện

### Mâu thuẫn về nơi đặt di cốt
Theo di nguyện nói của ông Trần Văn Khê trước khi mất, hài cốt sẽ được mang về Vĩnh Kim (Tiền Giang), chôn bên cạnh mộ phần của cha mẹ ông và dòng tộc bao đời nay vẫn ở đó. Tuy nhiên, di nguyện văn bản hợp pháp sau cùng ông quyết định hỏa táng và để các con mình bàn bạc quyết định chỗ lưu tro cốt.
Ngày 26 tháng 12 năm 2015, con thứ của ông là Trần Quang Minh, người con duy nhất còn ở lại Việt Nam đã di cốt của cố giáo sư từ nhà riêng của ông tại Thành phố Hồ Chí Minh tới an vị tại Linh Hoa Tuệ Đàn thuộc Hoa viên Nghĩa trang Bình Dương. Hoa viên Nghĩa trang Bình Dương tài trợ toàn bộ kinh phí xây dựng một không gian thờ phượng và tưởng niệm cố giáo sư Trần Văn Khê tại một vị trí trang trọng, bao gồm cả các bộ bàn ghế tiếp khách và trang thiết bị truyền hình, âm thanh, nơi trưng bày các hiện vật, tranh ảnh... để phục vụ cho những cuộc giao lưu, những nghiên cứu âm nhạc dân tộc của ông. Đây là quyết định gây mâu thuẫn. Quyết định này được các con gái của ông Khê ủy nhiệm, nhưng lại không được con trưởng của ông là Trần Quang Hải tán thành.

### Thành lập nhà lưu niệm
Di nguyện của ông Trần Văn Khê là sau khi ông mất, toàn bộ tiền phúng viếng sẽ để ra để thành lập Quỹ Trần Văn Khê và chuyển ngôi nhà 32 Huỳnh Đình Hai trở thành Trung tâm Trần Văn Khê.
Tuy nhiên, ngày 1 tháng 1 năm 2016, con trai trưởng Trần Quang Hải viết thư cho Ban tang lễ (ban được ông Khê ủy nhiệm cùng con trai trưởng để thực hiện di nguyện) xin từ bỏ ý định thực hiện di nguyện do một số lý do: Quỹ 700 triệu từ tiền phúng viếng không thể đủ để thành lập quỹ (theo quy định là 1 tỷ) và duy trì hoạt động sau này, ngôi nhà 32 Huỳnh Đình Hai thủ tục quá nhiêu khê và vẫn chưa được nhà nước cấp phép.

## Gia đình
Ông Trần Văn Khê có người em trai là nhạc sĩ Trần Văn Trạch và em gái út là Trần Ngọc Sương. Nhạc sĩ Trần Văn Trạch là một trong những nhạc sĩ nổi tiếng ở Sài Gòn trước năm 1975. Trần Ngọc Sương sinh năm 1925, từng là ca sĩ lấy biệt hiệu là Ngọc Sương, sau đổi lại là Thủy Ngọc trong những năm 1948-50, và hiện sống tại Montreal, Canada.

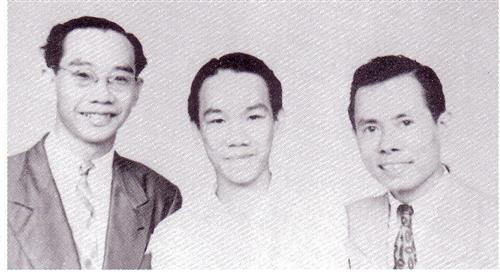
Trần Văn Khê, Trần Văn Trạch và Lê Thương ở Sài Gòn năm 1949

Người vợ duy nhất của ông Trần Văn Khê là bà Nguyễn Thị Sương (1921–2014). Ông Trần Văn Khê có bốn người con với bà Sương: Trần Quang Hải (1944–2021) là nhà nghiên cứu nhạc dân tộc tại Paris, Trần Quang Minh, kiến trúc sư, hiện sống ở Thành phố Hồ Chí Minh, Trần Thị Thủy Tiên hiện sống tại Paris, và Trần Thị Thủy Ngọc, nhạc sĩ đàn tranh và làm việc cho một ban nghiên cứu Đông Nam Á của trung tâm quốc gia nghiên cứu khoa học ở Paris.
Khi ông Khê sang Pháp học năm 1949, do hoàn cảnh, ông và bà Sương không còn sống với nhau nữa. Năm 1960, bà Sương và ông ly dị, tuy nhiên sau này vẫn coi nhau là bạn. Sau đó ông có những người phụ nữ khác nhưng ông không kết hôn thêm lần nào nữa. Ông nói: "Đa tình thì có thể nhưng rất may là tôi không phải là người bạc tình và cũng chưa bao giờ cùng lúc có hai ba người. Chỉ có người này đi qua người khác đến. Cũng chưa có người phụ nữ nào oán trách tôi, khi chia tay chúng tôi đều giữ lại được tình bạn.". Mấy chục năm cuối đời ông sống một mình.
Khi ông Khê sang Pháp học năm 1949, người con gái út của ông là Trần Thị Thủy Ngọc còn nằm trong bụng mẹ chưa ra đời. Sau này, năm 1961 Trần Quang Hải (trưởng nam) sang Pháp, tới năm 1969 đến lượt Thủy Ngọc (con gái út) sang Pháp ở với cha. Còn Trần Quang Minh và Thủy Tiên ở lại Việt Nam, sống với mẹ. Đến 1986, Thủy Tiên qua Pháp định cư. Trần Quang Hải kết hôn với ca sĩ Bạch Yến và sống tại Paris. Trần Quang Minh có gia đình vẫn sống ở Thành phố Hồ Chí Minh cho đến nay.

## Hội viên
Giáo sư Trần Văn Khê là thành viên của nhiều hội nghiên cứu âm nhạc trong nước Pháp, Mỹ, Trung Quốc và trên trường quốc tế:
- Hội Nhà văn Pháp (Société des Gens de Lettres) (Pháp)
- Hội Âm nhạc học (Société Française de Musicologie) (Pháp)
- Hội Dân tộc Nhạc học Pháp (Société Française d'Ethnomusicologie) (Pháp)
- Hội Âm nhạc học Quốc tế (Société Internationale de Musicologie)
- Hội Dân tộc Nhạc học (Society for Ethnomusicology) (Mỹ)
- Hội Nhạc học Á châu (Society for Asian Music) (Mỹ)
- Hội Âm nhạc Á châu và Thái Bình Dương (Society for Asian and Pacific Music)
- Hội Quốc tế Giáo dục Âm nhạc (International Society for Music Education)
- Thành viên và chủ tịch hội đồng khoa học của Viện Quốc tế Nghiên cứu Âm nhạc với Phương pháp Đối chiếu (International Institute for Comparative Music Studies) (Đức)
- Hội đồng Quốc tế Âm nhạc truyền thống (International Council for Traditional Music) nguyên phó chủ tịch (Mỹ)
- Hội đồng Quốc tế Âm nhạc (International Music Council/UNESCO), nguyên uỷ viên ban chấp hành, nguyên phó chủ tịch, đương kim Chung sanh hội trưởng danh dự (Pháp)
- Viện sĩ thông tấn, Hàn lâm viện châu Âu, Khoa Học, Văn chương, Nghệ thuật...

## Giải thưởng
- 1949: Giải thưởng nhạc cụ dân tộc tại Liên hoan Thanh niên Budapest.
- Huy chương bội tinh hạng nhất của chính phủ Việt Nam Cộng hòa.
- Văn hóa bộ binh hạng nhất của Bộ giáo dục Việt Nam Cộng hòa.
- 1975: Tiến sĩ âm nhạc danh dự (Docteur en musique, honoris causa) của Đại học Ottawa (Canada).
- 1981: Giải thưởng âm nhạc của UNESCO ở Hội đồng Quốc tế Âm nhạc (Prix UNESCO - CIM de la Musique).
- 1991: Officier de l'Ordre des Arts et des Lettres, Ministère de la Culture et de l'Information du Gouvernement français (Huy chương về Nghệ thuật và Văn chương của Bộ Văn hoá Pháp).
- 1993: Cử vào Hàn lâm viện châu Âu về Khoa học, Văn chương, Nghệ thuật; viện sĩ thông tấn.
- 1998: Huy chương Vì Văn hoá Dân tộc của Bộ Văn hoá Việt Nam.
- 1999: Huân chương Lao động hạng nhất do Chủ tịch Trần Đức Lương cấp.
- 2005: Giải thưởng Đào Tấn do Trung tâm Nghiên cứu bảo tồn và phát huy văn hóa dân tộc trao tặng.
- 2011: Giải thưởng Phan Châu Trinh về nghiên cứu